# Dokumentarni roman
Dokumentarni ali nefikcijski roman (ang. non-fiction novel) je literarna vrsta, ki obravnanava resnične zgodovinske ali aktualne politične in socialne dogodke ter osebe, hkrati z njimi pa so v zgodbo vpeti tudi izmišljeni, fiktivni elementi. Empirija se tako povezuje s fikcijsko pripovedno tehniko: avtorjevo domišljijo, njegovo subjektivno interpretacijo dogodkov, specifičnimi pripovednimi perspektivami likov in dialogi v obliki direktnega govora. 

## Nastanek in razvoj dokumentarnega romana
Dokumentarni roman pozna literatura že od nekdaj. Nefikcijski roman so ustvarjali že: Geoffrey of Monmouth, Dickens, Twain, Dreiser in Styron. Za prvi nefikcijski roman velja delo argentinskega pisatelja Rodolfa  Walsha z naslovom Operación Masacre iz leta 1957. Termin nefikcijski roman se je uveljavil leta 1965, ko je izšlo delo Hladnokrvno (In Cold Blood), avtorja Trumana Capoteja. Pojav nefikcijskega romana se tesno povezuje tudi s pojavom novega žurnalizma (New Journalism). Zgodbe novega žurnalizma so se brale kot literarna dela, zato so to obliko novinarstva označili za novinarstvo, ki se bere kot roman. Ključna razlika med novim žurnalizmom in nefikcijskim romanom je v tem, da je pri novem žurnalizmu pripoved zasnovana na aktivni udeležbi avtorja v opisanem dogajanju, uporabljena je prvoosebna pripovedna perspektiva. V primeru nefikcijskega romana pa je perspektiva skoraj brez izjeme avktorialna. V 70. letih 20. stoletja je produkcija nefikcijskega romana nekoliko zamrla, nadomestile so jo druge oblike, npr. razširjeni eseji, spomini, biografije. Vendar nekatera dela s tovrstnimi oznakami prav tako sodijo v kategorijo nefikcijskih pripovedi. Značilnosti nefikcijskih pripovedi pa se  odražajo tudi v zgodovinskih, reportažnih, dnevniških romanih, avtobiografijah, kriminalkah, političnih romanih, spominski, potopisni in vojni prozi.

## Značilnosti dokumentarnega romana
Dokumentarni roman zavzema mesto na meji med realističnimi/zgodovinskimi romani in novinarskimi reportažami. 
Vsak konec v dokumentarnem romanu je do neke mere »napačen« zaradi prevlade narativnega diskurza nad neprekinjenim nizom resničnih dogodkov, ki jih dokumentarni roman beleži. Ko je bralec soočen z nefikcijskim besedilom, je dobro, da se zaveda t. i. mimetičnih lapsusov, torej mest, kjer avtor razkrije več, kot bi bilo to mogoče v primeru resnične odslikave. Pomanjkanje ravnovesja med fikcijo in dejstvi lahko dokumentarni roman sprevrže v neuspešen zgodovinski roman, v nedomiselno fikcijo ali pa v navadno reportažo.

## Predstavniki dokumentarnega romana
Predstavniki angleškega dokumentarnega romana so:
- Beryl Bainbridge: According to Queeney (2001)
- Tom Wolfe: The Kandy-Kolored Tangerine-Flake Streamline Baby (1965), The Electric Kool-Aid Acid Test (1968), In Our Time (1980)
- Norman Mailer: Krvnikova pesem (The Executioner´s song) (1979), Vojske noči (The Armies of the Night) (1968)
- Alex Haley: Roots: The Saga of an American Family (1979)
- John Berendt: Polnoč na vrtu dobrega in zlega: Zgodba iz Savanne (Midnight in the Garden of Good and Evil: A Savannah Story) (1995), The city of falling angels (2005)

Norman Mailer je za svoje delo Vojske noči leta 1969 prejel Pulitzerjevo nagrado.
Predstavnica hrvaškega dokumentarnega romana je Daša Drdnić, Sonneschein (2007). 

### Truman Capote:Hladnokrvno
Capotejevo delo Hladnokrvno je temeljni primer nefikcijskega romana. Capote je trdil, da njegovo delo predstavlja resnično odslikavo dogodkov, vendar to ni res, saj je poleg dejstev prisotna tudi fikcija. Z izjemno natančnostjo je zbiral podatke o umoru v Kansasu leta 1959. Veliko časa je preživel z vpletenimi v umor, gledal posnetke in bral zapisnike. Capote je trdil, da mora biti dokumentarni roman brez prvoosebne pripovedi in brez kakršnih koli omemb avtorja.

## Slovenska dokumentarna književnost
Izraza dokumentarni roman in roman dejstev sta bila zapisana v Naši sodobnosti 1958 (št. 4, 319). Vplivi ameriškega novega žurnalizma so v slovensko literaturo pričeli prodirati proti koncu 70. let 20. stoletja. Ameriškega dokumentarnega romana ne moremo povsem enačiti s slovenskim, saj se je novi žurnalizem v slovenskih literarnih delih odražal drugače kot v ameriški literaturi. Žanrski sinkretizem na slovenski literarni sceni je posledica prepletanja literarnih smeri kot so modernizem, neosimbolizem, postrealizem, eksistencializem in postmodernizem. Nekatera dela teh literarnih smeri brišejo mejo med resničnostjo in fikcijo in jih lahko obravnavamo kot približke dokumentarnim romanom. 
Avtorji slovenskega dokumentarnega romana so:
- Janez Vipotnik: Oseminštirideseto: Dokumentirana pripoved (1968)
- Janez Kajzer: Macesen: Roman o Ivanu Groharju (1978)
- Taras Kermauner: Staja pod Poncami (1979)
- Igor Torkar: Deseti bratje (1993)
- Tone Perčič: Izganjalec hudiča (1994)
- Miran Beretič: Od znoja do boja: Pripoved v štirih knjigah (1999)
- Željko Kozinc: Dotik sveta: Zgodba arhitekta Janeza Hacina (2006)
- Lojze Kovačič: Zrele reči (2009)